# قائمة الوديان في عمان
هذه قائمة بالوديان في عمان مرتبة حسب حوض الصرف.

## خليج عمان
- وادي حتا
- وادي عبد الرحمن
- وادي بني عمر الغربي
- وادي سوق
- وادي جززي
- وادي سارامي
- وادي الحواسينة
- وادي الابيض
- وادي سمائل [1] [2]
- وادي مايه
- وادي مجلاس
- وادي ضيقة
- وادي حوير
- وادي العرب
- وادي بمة
- وادي الزعانف
- وادي شاب
- وادي طيوي
- وادي حلم
- وادي رفسه

## البحر العربي
- وادي البطحاء (عمان) (نهر البطحاء)
  - وادي بني خالد [3] [4] [5]
- وادي أندام
  - وادي ماتام
    - وادي الايثلي

  - وادي محرم
- وادي حلفين
- وادي كويام
- وادي طربان
- وادي قلفة
- وادي غرم
- وادي هيثم
- وادي غدون (بحر العرب)
- وادي وطف
- وادي عينين
- وادي نقب في جبال الحجر

## الربع الخالي
- وادي عيدم
- وادي ضنك
- وادي خويبة
- وادي ام السميم
  - وادي العين
    - وادي رفش

  - وادي أسود
  - وادي عمير
    - وادي هنية
    - وادي غول

  - وادي مسلم
- وادي مغول
- وادي بن خوثر
  - وادي عارة
  - وادي قطبيت
    - وادي جزال

  - وادي محارب
  - وادي ام الحايط (وادي حيتا)
  - وادي دوكة
  - وادي غدون (رب الخالي)
  - وادي عايدم
    - وادي الماضي
      - وادي ستوم

  - وادي شيهان
- وادي ميتان